# 美國心玫瑰情
是1999年的美国剧情片，由山姆·曼德斯执导，艾倫·鮑爾编剧，凱文·史貝西飾演男主角，正面临中年危机的办公室职员莱斯特·伯恩汉姆（Lester Burnham），并开始痴迷于还在念中学的女儿好友安琪拉（Angela，米娜·苏瓦丽饰）。安妮特·班寧饰演莱斯特的妻子卡萝琳，索拉·伯奇出演两人缺乏安全感的女儿珍（Jane）。另外还有韦斯·本特利、克里斯·庫柏和艾莉森·珍妮参加演出。学术界已经把本片描述为是对美国中产阶级有关美的观念和个人满足感的一个讽刺，对影片的分析也一度集中在其有关父爱、浪漫、性行为、美丽、唯物论、自我解放和救赎的探索上。
鲍尔于1990年代初开始撰写《美国丽人》的舞台剧本，创作过程部分受到了媒体对1992年艾米·费舍尔案件审理关注的影响。之后他意识到这个故事在舞台上是没有办法表现出来的，于是搁置了剧本。干了几年的电视编剧后，鲍尔于1997年试图打进电影业时重新开始围绕这个构思进行创作。修改后的剧本受到了鲍尔为多部情景喜剧担任编剧期间的沮丧心情影响，有一种玩世不恭的态度。制作人丹·金克斯和布鲁斯·科恩把《美国丽人》带到了梦工厂，这家初出茅庐的电影公司以25万美元的价格买下了鲍尔的剧本，这个出价比其他多家制片商都要高。梦工厂为影片注资1500万美元，并负责其在北美地区的发行。《美国丽人》还是广受好评的舞台剧导演门德斯的电影处女作，他在音乐剧《奥利弗》和《歌厅》获得成功后得到了执导本片的机会，但在他以前，电影公司已经考虑过20余位一线导演，但他们都拒绝了这个机会。
虽然梦工厂强烈要求导演选择一位有较高知名度的演员，但斯派西是门德斯饰演莱斯特一角的第一人选；与之类似的是，梦工厂也对卡萝琳一角推荐了多位演员，但门德斯选择了贝宁，并且也没有事先告知梦工厂。电影的主体拍摄工作于1998年12月至1999年2月在华纳兄弟位于加利福尼亚州洛杉矶和的伯班克的外景摄影棚进行。门德斯有意以主导风格来进行拍摄，他大量使用静态镜头和缓慢的平移及缩放来创造张力。摄影师康拉德·赫尔用平和的镜头来和银幕上动荡的内容产生对比。电影剪辑期间，门德斯进行了多处改动，来让电影不至于显得太偏激。
《美国丽人》于1999年9月15日在北美上映，获得了影评人和观众的正面评价，是这年最受好评的美国电影，全球票房超过3.56亿美元。在电影的大部分方面都得到了评论家的赞誉，特别是门德斯、史貝西和鲍尔；而对影片的批评则主要集中上角色和设定上的雷同之处。梦工厂发起了大型的宣传活动来增加《美国丽人》在奥斯卡金像奖中胜出的几率，在次年初举行的第72届奥斯卡金像奖颁奖典礼上，本片获得了最佳影片、导演、男主角、原著剧本和摄影5项大奖。

## 剧情
莱斯特·伯纳姆（凯文·史派西饰）是一位中年杂志職員，他对工作十分不满，並面臨可能被開除的風險。他的妻子卡罗琳（安妮特·贝宁饰）是雄心勃勃的房地产经纪人，為了維持表象總是故作堅強；他们16岁的女儿珍（莎拉·博琪饰），厭煩不夠關心她的父母，因此缺乏自信心。伯纳姆家的新邻居是一絲不苟的退役美國海军陆战队上校弗兰克·菲茨（克里斯·库珀饰）和他的性格内向、受丈夫壓迫的妻子芭芭拉（阿利森·詹尼飾），上校是不願出櫃的同性戀，並常痛罵同性戀來掩飾；他们十八岁的儿子里奇（韦斯·本特利飾）偷偷吸食大麻并贩毒，上校以严格的规律生活與暴力管教他。里奇十五歲時曾被迫进入军校和精神病院，花时间用錄影机记录了他的环境，他在卧室保存了几十卷有声录影带，最近開始對住在隔壁的珍感到好奇並偷拍她。
莱斯特與卡洛琳前往觀賞珍在學校的啦啦隊表演，在看了珍的朋友兼啦啦队长安吉拉·海斯（米娜·苏瓦丽饰）在高中篮球比赛上的舞蹈演出后，迷恋上她。莱斯特开始对安吉拉产生性幻想，不甘平凡的安吉拉則享受被矚目的感覺並以此為驕傲。某日卡洛琳帶著萊斯特參加商業酒會，不習慣此種環境的萊斯特到場地後門吹風，遇到在此打工的里奇亦在外偷閒，被主管發現時辭職並告訴萊斯特他有別份工作－即販賣毒品。卡罗琳开始与一个感情生活相近的商业竞争对手巴迪·凯恩（彼得·加拉格尔饰）有染，並與他一同練習槍擊。莱斯特的公司裁员，莱斯特以知曉老闆公費買春之事敲诈老板约60,000美元并離開，另找了一份快餐业的临时工，买了梦寐以求的經典跑车；他听到安吉拉告诉珍，如果他鍛鍊身材的话，她就会同意和他发生性关系，因此開始運動健身。黑夜中里奇在院子裡擺放蠟燭拼出珍的名字，珍在對里奇的鏡頭前故作妖嬈的安吉拉背後偷偷感到喜悅。萊斯特开始吸食从里奇那购得的大麻，并在安吉拉探訪珍时与她调情。珍与里奇开始交往，当他们一同看了里奇拍摄的自认为最美丽的影像之后：那是一个在风中飞舞的塑膠袋。
莱斯特工作時发现卡罗琳的不忠，但反应冷淡且說道不能再要求自己做任何事；稍後巴迪结束了这段韵事，说他正面临着一场昂贵的离婚。弗兰克开始猜疑莱斯特和儿子里奇的友谊，他发现儿子偶然拍到的莱斯特裸体举重的影像。卡罗琳因情事变得心烦意乱，装了一把枪开车回家。那天安吉拉前來與珍同住的雨夜，弗兰克在莱斯特的车库窗口看到里奇和莱斯特可疑的舉動后，误以为他们俩有性关系。弗兰克痛打了回家的里奇，并指责他是同性恋，里奇故意激怒父親地承认了，弗兰克把他踢出家门。在珍要求安吉拉不要跟父親搞上時，里奇前來说服珍与他逃往纽约市，在場的安吉拉不滿被忽視而罵道珍瘋了與里奇是怪胎，里奇回安吉拉其实她並不把珍當朋友、且是個醜陋、無聊又平凡的人，安吉拉聽後哭奔離去。
弗兰克淋雨哭著走到莱斯特面前，詢問莱斯特妻子出軌是否介意，莱斯特表示否，之後弗兰克與莱斯特擁抱後试图亲吻他，莱斯特說他誤會了，后者只好含泪离开。莱斯特找到了悲傷的安吉拉开始引诱她，得知安吉拉其實是处女后冷靜停手并安慰了她，二人互诉他们近來的沮丧情绪。安吉拉去了浴室，莱斯特走出来对着厨房里一张珍幼時的家庭合照微笑。後方伸出的枪响了，紅玫瑰般的血飞溅在墙壁上。里奇和珍发现了莱斯特的尸体、卡洛琳在卧室收起槍哭了、弗兰克出櫃示愛不成，又誤會自己兒子是同性戀而趕走兒子，他惱羞成怒槍殺萊斯特後浑身是血回家，他的收藏品中缺了一支枪。
莱斯特在最后叙述中讲述了生活中有意义的经验，他说：尽管他死了，他还是很高兴，因为这世界上有这么多的美。

## 演員表
- 凱文·史貝西饰莱斯特·伯恩汉姆
- 安妮特·班寧饰卡萝琳·伯恩汉姆
- 索拉·伯奇饰简·伯恩汉姆
- 韦斯·本特利饰里奇·菲茨
- 米娜·苏瓦丽饰安吉拉·海耶斯
- 克里斯·庫柏饰弗兰克·菲茨上校
- 彼得·盖勒饰巴迪·凯恩
- 艾莉森·珍妮饰芭芭拉·菲茨

## 主题和分析

### 多种解释
学者们對《美国丽人》提出了许多可能的解读。影评人分歧很大，关于电影內涵的评价還不如对它的解讀那么多。许多人认为它描述了“生命的意义”、“性别认定”或“美国郊区空虚的存在”，电影甚至难以被制作者分类。门德斯拿不定主意，说剧本似乎每读一遍都有不同含义：“一个神秘的故事，通过美国郊区的万花筒般的旅程，一系列的爱情故事......这是有关监禁......寂寞和美。它是有趣的，愤怒的，也是悲伤的”文学评论家和作家韦恩·C·布思的结论是，电影抗拒任何一种单一解释：“‘对美国人生活不对劲的地方的讽刺’並不能充分概括《美国丽人》。那样贬低了电影的美。更有吸引力的总结是‘对美国的苦难和劣迹背后的美的描绘’，但那又低估了那些残酷和恐怖的画面、以及鲍尔对我们习俗的厌恶。无论是莱斯特或里奇对生命是什么或应该如何生活的哲学陈述都不足以概括全片。他认为，要解释电影，必須寻找其核心，一个控制所有声音的声音。他辩称，《美国丽人》既不是门德斯的，也不完全是鲍尔的。门德斯认为声音是鲍尔的，但即使編劇对影片“非常有影响力”，他也常常得接受对他剧本的改动，特别是将剧本中嘲諷的语調變成乐观。布思说：“无数的声音入侵了编剧的意愿”，使得解讀《美国丽人》的人“忘记探测难以捉摸的中心”。据布思所說，真正控制电影的是集体的创造力，“数百人投入其制作，其中有同意或不同意，增加或刪改”。

### 监禁和救赎
门德斯称《美国丽人》为监禁和逃离的受难仪式。莱斯特的单调存在是透过他的灰色的，不伦不类的工作场所和没有个性的服装建立的。在这些场景中，他常常被困在框架内，“不断重复不能令他快乐的仪式”。他在淋浴器边上手淫；淋浴间就是一个隐形的牢房，这是象征莱斯特陷入监禁的第一个镜头，其他镜头包括莱斯特的脸从计算机屏幕上的一条条数字映出来，这些数字条正似铁栏杆。学者和作家乔迪·W·彭宁顿指出，莱斯特的旅程是故事的中心。他由于遇到安吉拉达到性觉醒，是生活里的第一个转捩點，他抛弃了自己开始渐渐鄙视的舒适生活的责任。当莱斯特找到与里奇的共同点后，他的精神释放了，开始反叛卡罗琳。里奇的“吸引力、深深的信心”改变了他，莱斯特相信，安吉拉是可以得到的，并认为他必须质疑他的“平庸、麻木物质主义的郊区式存在”；他找了一份快餐店的工作，推到一个可以看到他前面的一生的位置。
当莱斯特被卡罗琳发现自慰后，他第一次对他们的关系缺乏生气大骂出口。他把问题提上前台，说卡罗琳“肤浅的投资给其他东西”，莱斯特试图“重新找到一点儿家里的声音，只尊重母亲和女儿的声音”。他最后的转捩点是，当他和安吉拉几乎发生性关系后，她承认她是处女，他不再把她作为性对象，而作为一个女儿。他紧紧抱着她，用身体包住了她。门德斯把它称为“莱斯特旅程有可能达到的最理想的结尾”。用这些最后的场面，门德斯想把莱斯特“神话般的追求”作为结论。莱斯特从冰箱里取出啤酒后，鏡头推向他，然后停下来对着走廊一路下推，他将从这条走廊“走向他的命运”。莱斯特开始再次扮演与他年龄相称的角色，这时他已快走到人生的终点。当他对家庭照片微笑时，摄影机慢慢从莱斯特平推到厨房的墙壁，枪声响起，血液溅在墙上。慢慢的平推，反映了莱斯特死亡时的平静。他的尸体被简和里奇发现。门德斯说，里奇盯着莱斯特已失去光泽的眼睛将电影主题推向高潮；美在最出人意料的地方闪现了出来。

### 一致性和美
像其他的1999年美国电影，如《搏击俱乐部》和《木兰花》带来的死亡，《美国丽人》告诉它的观众“死讓生活更有意义”。电影讨论了非常规的生活，但并不否认人们所需要和想要的，甚至同性恋角色都想要过得正常一些。吉姆和吉姆，伯纳姆家的其他邻居，是对“资产阶级同性恋关系”的讽刺，他们与电影中的异性伴侣在麻木性上没有什么不同。女权主义学者和作家萨莉·蒙特认为，美国丽人使用其“艺术之家”的气质将不合常规的信息主要导向中产阶级，这种做法是“资产阶级关注的陈词滥调”。基本前提是，通过否定和放弃来寻找“自我”的乐趣始终向那些足够富裕来做出选择的人敞开，这种办法足够狡猾，以悲怜地将自己表现为反叛者。

## 制作

### 拍摄
电影的主体拍摄工作一共花了约50天时间，从1998年12月14日开始，1999年2月结束。拍摄地点包括华纳兄弟位于加利福尼亚州伯班克的外景摄影栅，洛杉矶的汉考克公园及布伦特伍德。影片开头和结尾的航拍镜头拍摄的是加利福尼亚州的沙加緬度，许多学校的镜头则是在加利福尼亚州托伦斯的南部高中取景，片中体育馆的人群有许多是该校的学生。

## 发行

### 宣传
梦工厂联系亞馬遜公司为影片制作一个网方网站，这也成为亚马逊首次为一部故事片特别制作网页。这个网站包括电影的概述，照片画廊，演员及剧组作品年表，还有对史派西和贝宁的独家专访。电影的标语“仔细看看”（"look closer"）来自莱斯特工作地点梳妆台隔间的切割贴纸。电影的营销活动和预告片同时进行，一个针对成年人，另一个针对青少年。两段预告片都以一位少女抱着一朵玫瑰的海报图片结束，海报上显示出的肚脐图片并非来自米娜·苏瓦丽，而是属于模特儿克洛伊·亨特（Chloe Hunter）。

### 影院放映
《美国丽人》于1999年9月8日在洛杉矶的格劳曼埃及剧院举行了首映式。三天后，电影出现在多倫多國際電影節上。电影还在多家美国大学放映，并且有主创人和演员出席，这些大学包括加州大學柏克萊分校、纽约大学、加州大学洛杉矶分校、德克薩斯州大學奧斯汀分校和西北大学。

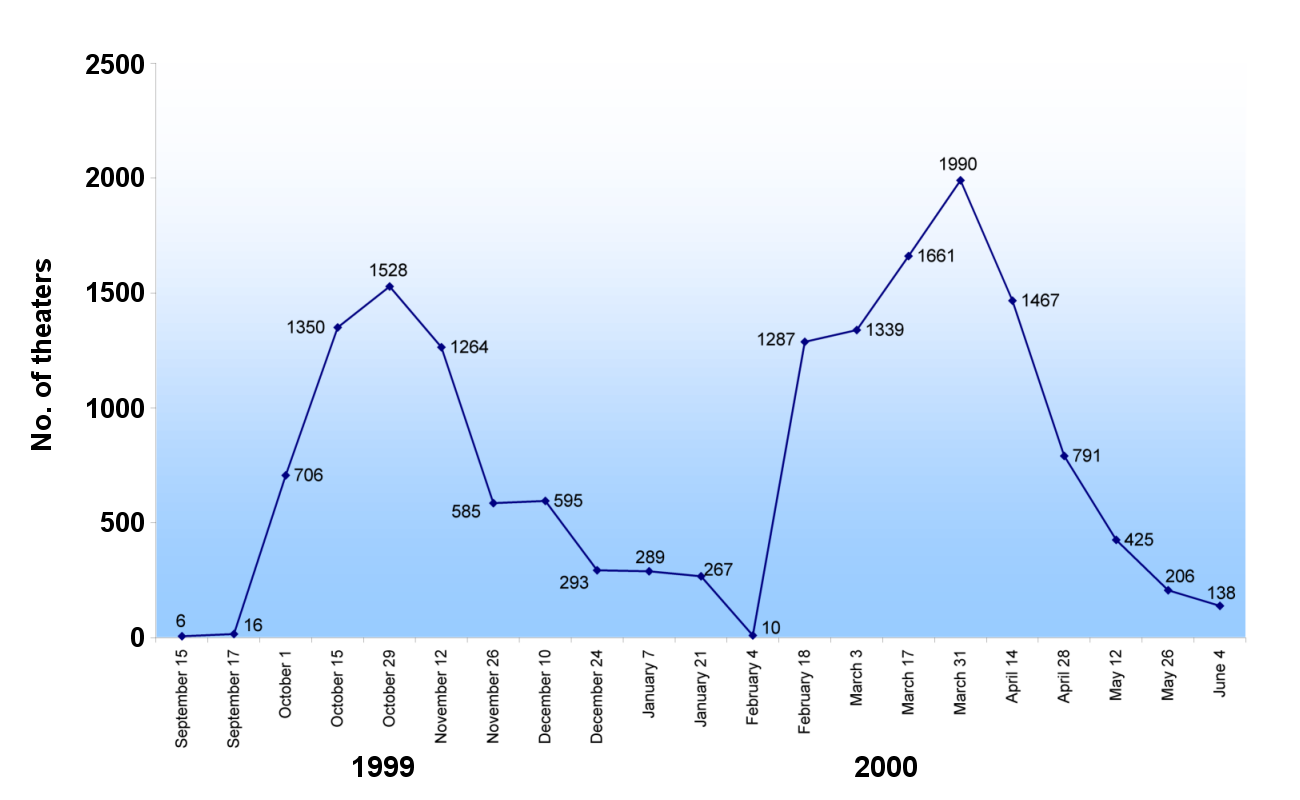
《美国丽人》1999至2000在北美上映电影院数量的曲线图。2000年1月影片在金球奖角逐中胜出后，梦工厂再次将放映规模扩张到1990家电影院。

1999年9月15日，《美国丽人》开始面向公众进行有限上映，分别在洛杉矾的3家电影院和纽约的3家电影院上映，并逐渐有所扩张。影片于10月1日起正式进入广泛发行，在北美的706家电影院上映。首周入账818万8587美元，在票房榜上排在季军位置。

### 家用媒体
《美国丽人》于2000年5月9日发行了VHS录像带，再于同年10月24日发行了带有DTS格式的DVD。而北美的出租影带则于5月9日开始发行。

## 专业评价
《美国丽人》上映后广受好评，被许多美国媒体认为是1999年最优秀的美国电影，特别是史派西、门德斯和鲍尔获得了非常热烈的好评。根据烂蕃茄上收集的155篇专业评论文章来看，其中137篇给出了“新鲜”的正面评价，“新鲜度”为88%，平均得分8（最高为10）。而在Metacritic收集的33篇评论文章中，有30篇给出好评，无差评，3篇褒贬不一，平均得分86（最高100）。

## 奖项
| 第72屆奧斯卡金像獎 | 最佳影片     | 《美國心玫瑰情》                   | 獲獎 |
| 第72屆奧斯卡金像獎 | 最佳導演     | 山姆·曼德斯                        | 獲獎 |
| 第72屆奧斯卡金像獎 | 最佳男主角   | 凱文·史貝西                        | 獲獎 |
| 第72屆奧斯卡金像獎 | 最佳女主角   | 安妮特·班寧                        | 提名 |
| 第72屆奧斯卡金像獎 | 最佳原創劇本 | 艾倫·鮑爾                          | 獲獎 |
| 第72屆奧斯卡金像獎 | 最佳攝影     | 康拉德·霍爾                        | 獲獎 |
| 第72屆奧斯卡金像獎 | 最佳原創音樂 | 湯瑪斯·紐曼                        | 提名 |
| 第72屆奧斯卡金像獎 | 最佳剪輯     | 塔里克·安瓦爾、克里斯多福·格林伯里 | 提名 |

## 外部連結
- 官方网站 （英文）
- 互联网电影数据库（IMDb）上《美國心玫瑰情》的资料（英文）
- AllMovie上《美國心玫瑰情》的资料（英文）
- 豆瓣电影上《美國心玫瑰情》的資料 （简体中文）
- 爛番茄上《美國心玫瑰情》的資料（英文）
- Metacritic上《美國心玫瑰情》的資料（英文）
- Box Office Mojo上《美國心玫瑰情》的資料（英文）

| 獎項                      | 獎項                        | 獎項                  |
| ------------------------- | --------------------------- | --------------------- |
| 上一届： 《莎翁情史》     | 奧斯卡最佳影片獎 1999年     | 下一届： 《帝國驕雄》 |
| 上一届： 《拯救大兵瑞恩》 | 奧斯卡最佳導演獎 1999年     | 下一届： 《毒品网络》 |
| 上一届： 《莎翁情史》     | 奧斯卡最佳原創劇本獎 1999年 | 下一届： 《成名在望》 |
| 上一届： 《拯救大兵瑞恩》 | 金球獎最佳戲劇類影片 1999年 | 下一届： 《角斗士》   |